# Dorculus difformipes
Dorculus difformipes es una especie de coleóptero de la familia Lucanidae.

## Distribución geográfica
Habita en Queensland y Territorio del Norte Australia.